# 2016년 사우디아라비아 폭탄 테러
2016년 7월 4일 사우디아라비아의 세 장소에서 네 차례 자살 폭탄 테러가 발생하였다. 테러 중 하나는 예언자의 모스크 주차장에서 발생하였으며, 거기서 네명이 사망하였다.